# Louis Chaboillez
Pour les articles homonymes, voir Chaboillez.
Louis Chaboillez, né le 14 octobre 1766 à Montréal et mort le 19 juillet 1813 dans la même ville, était un notaire et homme politique du Bas-Canada.
Il a représenté l'est de Montréal à l'Assemblée législative du Bas-Canada de 1804 à 1808.

## Biographie
Il est né Joseph-Louis Chaboillez à Montréal, le fils de Louis-Joseph et Angélique Chaboillez Baby-Chenneville. S'étant qualifié pour exercer la profession de notaire en 1787, il a mis en place sa pratique à Montréal. En 1789, il épousa Marguerite Conefroy.
Il a servi comme capitaine dans la milice et juge de paix. Après sa retraite de la politique, il est revenu à la pratique de notaire. Il a également investi dans l'immobilier à Montréal. Chaboillez est décédé à Montréal à l'âge de 46 ans.
Son frère était Augustin Chaboillez (1773–1834), prêtre catholique. Ils étaient les neveux de Charles-Jean-Baptiste Chaboillez, fondateur du Beaver Club, et l'un des canadien français les plus influents de la traite de fourrure après la Conquête de 1759-1760. Le square Chaboillez de Montréal est nommé en son honneur.